# 長良川鉄道ナガラ600形気動車
長良川鉄道ナガラ600形気動車 (ながらがわてつどうナガラ600がたきどうしゃ)とは、2022年より製造、運用が開始された、長良川鉄道の気動車である。

## 概要
2022年4月3日から運行を開始した。国鉄急行色をイメージした外観とし、制服や運行機器を旧式風としたイベント車両とする計画である。
導入はナガラ200形の更新に伴うもので、鉄道ファンにも魅力のある車両を導入し誘客拡大につなげる狙いがある。
長良川鉄道としては初の半自動ドアを採用し、車内はロングシートで車椅子スペースが2か所設けられている。車体の長さは17.5メートル、定員は116人。ブレーキの方式が他形式車とは違い電気指令式ブレーキであるため、他形式車と連結することはできない。
601号車は国鉄時代に越美南線で運行されていた急行「おくみの」の外観と長良川の青をベースにした内装を復刻した車両で、愛称は「おくみの号」である。
2024年3月8日に601号車に602号車との連結を想定した、貫通幌が装備された。
602号車は2024年3月27日から運行開始。国鉄キハ48形の内外装を再現した車両であり、外観塗装は柿色（朱色5号）、座席は青色を基調とする。愛称は「パーシモン美濃里号」である。車内には愛称のパーシモン（柿）にちなみ、生柿や干し柿（堂上蜂屋柿）の食品サンプルなどが展示されている。
603号車は2028年3月から運行予定である。外観塗装や内装などは小瀬鵜飼、往年のブルートレインをイメージしたものになる。

## 車歴
| 形式      | 車両番号 | 製造      | 廃車 |
| --------- | -------- | --------- | ---- |
| ナガラ600 | 601      | 2022年4月 | -    |
| ナガラ600 | 602      | 2024年3月 | -    |